# Barleria longiflora
Barleria longiflora es una especie de planta floral del género Barleria, familia Acanthaceae.
Es nativa de India.